# Escalada en solitario libre

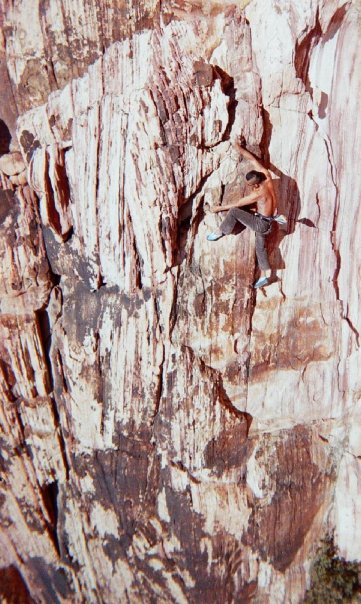
Escalador solista integral en Red Rock Canyon, Nevada.

La escalada en solo integral, también conocido simplemente como solo, es una forma de escalada libre, donde el escalador (el solista integral) renuncia a cuerdas, arneses y otros equipos de protección durante el ascenso, y se basa únicamente en su físico: la fuerza y la capacidad de trepar. La escalada en solo integral no debe confundirse con la escalada libre en general, en la que el material se utiliza normalmente para la seguridad en caso de una caída, pero no para ayudar a la subida. 

## Motivación
Las razones o motivos para los solos integrales dadas por escaladores de alto perfil incluyen la simplicidad y la rapidez con la que se puede subir, por ejemplo, las dos horas y cincuenta minutos de ascenso de Alex Honnold a la cara noroeste regular del Half Dome (678 m) en el parque nacional de Yosemite, una ruta que normalmente exige varios días. Otras razones esgrimidas son la intensa concentración requerida y, para algunos, la descarga de adrenalina.
La práctica se limita principalmente a las rutas conocidas para el escalador, cuya dificultad radica dentro de sus capacidades. Sin embargo, los riesgos inherentes, tales como rocas sueltas o cambio repentino en el clima están siempre presentes. Algunos escaladores de alto perfil han muerto, mientras realizaban solos integrales: John Bachar, Derek Hersey, Vik Hendrickson, Robert Steele, Tony Abbott, Dwight Bishop, Jimmy Ray Forrester, Jimmy Jewell Tony Wilmott, y John Taylor.

## Filmografía
- Free Solo, documental estadounidense de 2018, ganador del Premio a Mejor largometraje documental en la 91.ª edición de los Premios de la Academia.[2]